# Aliette de Bodard
Aliette de Bodard (Nova York, 10 de novembre de 1982) és una escriptora francoestatunidenca de ficció especulativa i ciència-ficció.

## Biografia i carrera com a escriptora
És d'origen francès i vietnamita, nascuda als Estats Units i formada a París. El francès és la seva llengua materna, però escriu en anglès. Llicenciada a l'École Polytechnique, treballa com a enginyera de programari especialitzada en processament d'imatges i és membre del grup Writers in Blood.
Va ser guanyadora del Writers of the Future de 2007 i el 2009 va ser nominada al premi John W. Campbell al millor escriptor novell. Ha publicat a les revistes Interzone, Hub Magazine, Black Static, Andromeda Spaceways Inflight Magazine, Asimov's, Realms of Fantasy, Apex Magazine, entre d'altres.
El 2012 va guanyar el premi Nebula i el premi Locus a la millor història curta pel seu relat «Immersió». També va guanyar el premi Nebula el 2013 per «The Waiting Stars». El seu conte «The Shipmaker» va guanyar el premi de l'Associació Britànica de Ciència-Ficció (BSFA) al millor relat curt. La seva novel·la de l'Univers Xuya La mestra del te i la investigadora va guanyar el premi Nebula de 2018 al millor relat curt i fou nominada al premi Hugo de 2019 al millor relat curt.
Moltes de les seves històries s'ambienten en mons ucrònics, on les cultures asteca o xinesa tradicional són dominants. La seva novel·la Servent of the Underworld és una novel·la de fantasia i misteri ambientada a l'imperi asteca del segle xv. La seva novel·la The House of Shattered Wings, situada en un París devastat i regit per àngels caiguts, va ser publicada l'agost de 2015. Va guanyar el premi BSFA a la millor novel·la de 2015. La seva història «Three Cups of Grief, by Starlight» va guanyar el premi BSFA a la millor història curta del 2015, la primera vegada que un sol autor ha guanyat les dues categories de ficció el mateix any.

## Obra

### Novel·les
Sèrie «Obsidian and Blood»
- 2010 – Servant of the Underworld. Angry Robot Books/JABberwocky Literary Agency.[15]
- 2011 – Harbinger of the Storm. Angry Robot Books/JABberwocky Literary Agency.
- 2011 – Master of the House of Darts. Angry Robot Books/JABberwocky Literary Agency.

Sèrie «Dominion of the Fallen»
- 2015 – The House of Shattered Wings. Gollancz/Roc.
- 2017 – The House of Binding Thorns. Gollancz/Ace Books.
- 2019 – The House of Sundering Flames. Gollancz.[16]

### Novel·les curtes
Univers de Xuya
- 2012 – On a Red Station, Drifting. Immersion Press.
- 2015 – The Citadel of Weeping Pearls. Asimov's y JABberwocky Literary Agency.
- 2018 – The Tea Master and the Detective. Subterranean Press. [traduïda al català com a La mestra del te i la investigadora. Mai Més Llibres][17]